# Berenberg Bank
Joh. Berenberg, Gossler & Co., comúnmente conocida como Berenberg Bank y tildados de Berenberg, es una institución financiera multinacional alemana con sede en Hamburgo, sobre todo un banco de inversión y un banco privado. Es el banco más antiguo del mundo mercantil, el segundo banco más antiguo del mundo en general y el banco alemán más antiguo.
El banco fue fundado en Hamburgo en 1590 por Hans y Paul Berenberg, hermanos de Amberes en Bélgica moderna. El banco ha sido propiedad de forma continua por parte de sus descendientes, una dinastía familiar Hanseática, que eran una de las principales familias de la ciudad-estado de Hamburgo. El banco cuenta con oficinas en Hamburgo, Fráncfort del Meno, Düsseldorf, Múnich, Stuttgart, y otras ciudades alemanas, así como en Zúrich, Ginebra, Luxemburgo, Londres, París, Nueva York, Boston, Salzburg, Viena y Shanghái.